# Bentleys subglaciärgrav

Lägeskarta

Bentleys subglaciärgrav (engelska Bentley Subglacial Trench) är en djuphavsgrav i Antarktis. Platsen är med 2 555 meter under havsnivån det lägsta området på jorden som inte är täckt av havet och den tillhör samtidigt världens yttersta platser. Den ligger dock djupt under is och räknas oftast inte som en del av jordytan.

## Geografi
Bentleys subglaciärgrav ligger i den sydvästra delen av Marie Byrd land och sträcker sig från Ellsworth mountains mot sydväst. Den lägsta platsen är på cirka 2 555 meter under havsytan och ligger i den västra delen av området. Dess grova geografiska koordinater är 80°S 115°V / 80°S 115°V
Området ligger visserligen på fastlandet men ligger ca 3 000 meter under isen och skulle ligga under havsytan om isen smälte.

## Historia
Bentleys subglaciärgrav namngavs 1961 efter den amerikanske geofysikern och polarforskaren Charles R. Bentley som upptäckte området.